# Wonder Woman (seriál)
Wonder Woman (od druhé řady jako The New Adventures of Wonder Woman) je americký akční fantastický televizní seriál natočený na motivy komiksových příběhů o Wonder Woman vydavatelství DC Comics. Titulní postavu ztvárnila Lynda Carter. Seriál je své komiksové předloze věrnější než předchozí stejnojmenný film s Cathy Lee Crosby v hlavní roli. Pořad byl premiérově byl vysílán v letech 1975–1979. Ve třech řadách vzniklo celkem 60 dílů – první série měla 14 epizod (včetně pilotního filmu The New Original Wonder Woman), druhá 22 dílů a poslední 24 epizod. Seriál byl na DVD vydán v letech 2004 a 2005.

## Příběh
První řada seriálu se odehrává za druhé světové války, kdy je vojenský pilot Steve Trevor během bitvy nad bermudským trojúhelníkem sestřelen a ocitne se na ostrově Paradise Island, který je domovem Amazonek. Jejich princezna Diana odcestuje s Trevorem do USA a coby superhrdinka Wonder Woman se zapojí do boje proti nacistům. Druhá a třetí sezóna seriálu se odehrává v přítomnosti, po návratu Diany do USA (ta se po skončení války totiž vrátila na Paradise Island). Stane se agentkou tajné vládní agentury IADC a spolupracuje se Trevorovým stejnojmenným synem v boji se zločinem.

## Obsazení
- Lynda Carter jako Diana Prince / Wonder Woman
- Lyle Waggoner jako major Steve Trevor (1. řada) / Steve Trevor mladší (2. a 3. řada)
- John Randolph jako generál Phillip Blankenship (pilotní film)
- Red Buttons jako Ashley Norman / Karl (pilotní film)
- Richard Eastham jako generál Phillip Blankenship (1. řada)
- Beatrice Colen jako desátník Etta Candy (1. řada)
- Norman Burton jako Joe Atkinson (2. řada)
- Saundra Sharp jako Eve (2. řada)